# Diapensia lapponica
Diapensia lapponica és una espècie de planta dins la família Diapensiaceae, és l'única espècie circumpolar dins el gènere Diapensia, les altres són principalment a l'Himàlaia i a les muntanyes del sud-oest de la Xina. És una espècie circumboreal i àrtico-alpina que creix en roques exposades sense neu degut als vents forts. És una petita planta perenne en coixí i perennifòlia que amida fins a 15 cm d'alt. Té les fulles coriàcies disposades en roseta densa. Les seves flors són solitàries i blanques. Al Canadà s'ha comprovat que poden tenir cent anys o més.
S'han descrit dues subespècies:
- D. lapponica subsp. lapponica a l'est d'Amèrica del Nord, Grenlàndia, Escòcia, Escandinàvia i oest de la Rússia àrtica
- D. lapponica subsp. obovata a l'est de la Rússia àrtica, Corea, Japó, Alaska i el Yukon